# آرامگاه هالیکارناس

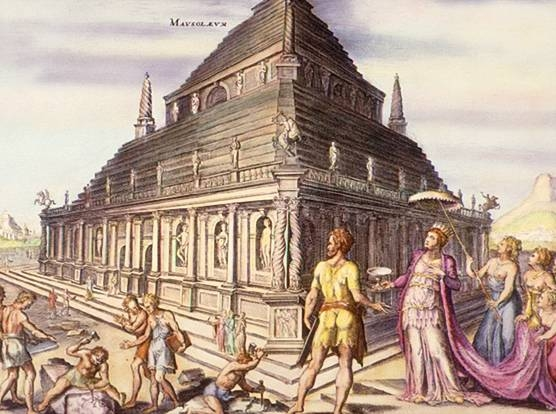
نگاره‌ای خیالی از آرامگاه هالیکارناس

آرامگاه هالیکارناس یکی از عجایب هفتگانه جهان می‌باشد که در زمان شاهنشاهی هخامنشی ساخته شد. ویرانه‌های آن در شهر بودروم ترکیه امروزی واقع شده‌ است.
این آرامگاه میان سال‌های ۳۵۳ تا ۳۵۰ پیش از میلاد برای ماسول (به یونانی: Μαύσωλος) پادشاه کاریا و ساتراپ هخامنشیان ساخته شد. زمان ساخت آن در دورهٔ سلطهٔ اردشیر سوم بر منطقه‌ است و بانی آن همسر و خواهر ماسول، آرتمیس دوم بود و پس از مرگ ماسول توسط معماران یونانی(در آن دوره منظور از یونان غالبا ساتراپی ایونیه بود) طراحی گردید. محل ساخت آن هالیکارناس (بودروم امروزی در ترکیه) است و خرابه‌های آن وجود دارد. آرامگاه آرتمیس نیز در همین ساختمان است. به دلیل آوازهٔ این سازه، واژهٔ Mausoleum در دوران پسین از روی نام ماسول ساخته و به آرامگاه‌های کشوری در انگلیسی و سایر زبان‌های اروپایی گفته شد. در فرانسوی به آن موزوله می‌گویند.
آرتمیس برای یافتن معماران ماهر گروهی را به سراسر جهان فرستاد تا سرانجام آنان دو معمار برجسته را به نام‌های ساتیروس و پیتیس یافتند. ارتفاع این بنا ۴۵ متر بوده‌ است و قسمت پایینی بنا به شکل مکعب بوده‌ است و روی هر کدام از چهار دیوار اصلی تندیس‌هایی به شکل خدایان و فرشته‌های یونانی به چشم می‌خورده است. روی قسمت مکعبی شکل در پایین بنا یک هرم مرمری و سفید رنگ همراه با مردی که سوار بر اسب است (احتمالاً موسول) وجود داشته‌ است. ستون‌هایی برای زیبایی در بیرون آرامگاه قرار داده شده بودند. این آرامگاه از خشم مسیحیان متعصب دور نماند و ویران شد.
خمره خشایارشا در پای راه‌پله این آرامگاه کشف شد.

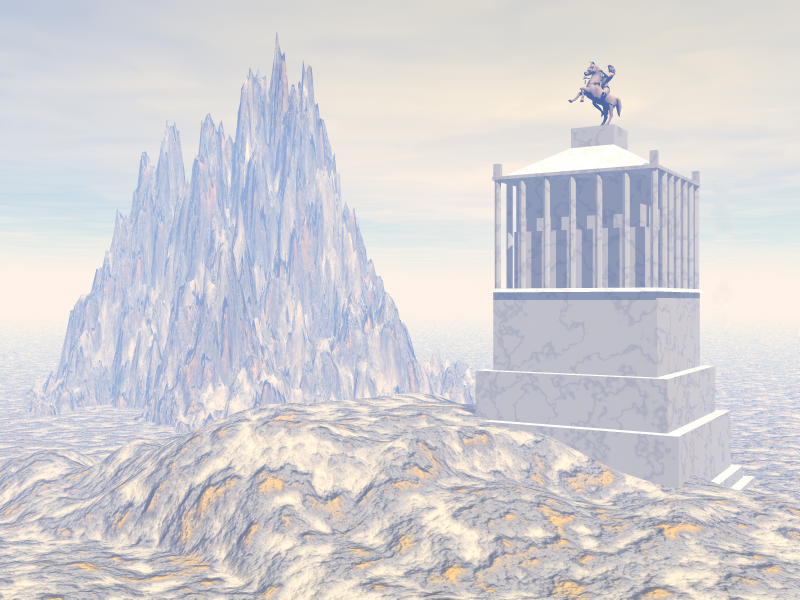
تصور سه‌بعدی آرامگاه

 آرامگاهی آرام و سنگی که روبه بالا و روبه خورشید و ستارگان است آرامگاه هالیکارناسوس نام دارد که بشر را شگفت زده می کند.